# Pipri
Pipri is een nagar panchayat (plaats) in het district Sonbhadra van de Indiase staat Uttar Pradesh. De plaats ligt bij de Rihanddam en het Govind Ballabh Pant Sagar, een van de grootste stuwmeren van India. Direct ten noordoosten van Pipri ligt Renukoot.

## Demografie
Volgens de Indiase volkstelling van 2001 wonen er 13.213 mensen in Pipri, waarvan 55% mannelijk en 45% vrouwelijk is. De plaats heeft een alfabetiseringsgraad van 72%.